# Grover (Sesame Street)
Grover (conocido como Archibaldo en Hispanoamérica y Coco en España) es uno de los personajes más populares del programa infantil estadounidense Sesame Street, y creado por el titiritero Jim Henson.  Es muy conocido por sus esfuerzos para enseñar en el programa a los niños lo que es lejos y lo que es cerca, para lo cual recurre a alejarse y acercarse sucesivamente a la cámara a la carrera hasta que cae agotado al suelo.
Es posiblemente el personaje más versátil del programa. Además de a sí mismo interpreta el papel del superhéroe Super Grover, muppet análogo a Clark Kent capaz de volar cuando está vestido con su traje (compuesto por un casco de armadura y una capa con la letra G) pero no de aterrizar suavemente, pues el resto de los personajes siempre dicen lo mismo cuando llega, mirando hacia arriba: "¿Es un pájaro? ¿Es un avión? Es... [se oye un estruendo al estrellarse contra el suelo] ¡¡¡Super Grover!!!". Otro papel que interpreta es el de Marshall Grover, un sheriff del viejo oeste que soluciona conflictos a lomos de su inseparable Fred el caballo maravilla, el cual tiene mucho más sentido común que él.